# Yevamot (Talmud)
Yevamot (en hebreo: יבמות) es un tratado de la Mishná y el Talmud que trata, entre otros conceptos, sobre las leyes del Yibum, el matrimonio del levirato, y brevemente sobre la conversión al judaísmo. Este tratado es el primero del orden de Nashim (en hebreo: נשים). En resumen, el Yibum es la ley de la Torá (Deuteronomio 25:5-10) donde el hermano de un hombre que murió sin descendencia, tiene la obligación de casarse con la viuda. Esta ley sólo se aplica a los hermanos paternos, por ejemplo hermanos del mismo padre, ya sea que tengan la misma madre o bien madres diferentes. Hay también una restricción para la viuda del marido difunto, en contra de casarse con alguien más mientras espera que uno de los hermanos del difunto se case con ella, o bien el hermano del marido difunto la libera realizando una ceremonia conocida como Halitza. En cualquier caso, cuando se aplique la ley del Yibum, se podrá realizar la Halitza como alternativa. Hay numerosos casos discutidos en este tratado donde el Yibum no se aplica, y por lo tanto la Halitza tampoco se aplica. Este tratado del orden de Nashim de la Mishná y el Talmud tiene 16 capítulos.